# Shin Saburi
Shin Saburi (佐分利 信?, Saburi Shin; Utashinai, 12 febbraio 1909 – Itabashi, 22 settembre 1982) è stato un attore e regista giapponese.
Con una carriera di oltre cinquant'anni, fu noto per il suo sodalizio artistico con il regista Yasujirō Ozu, che lo diresse in svariate pellicole quali Fratelli e sorelle della famiglia Toda (1941), Il sapore del riso al tè verde (1952), Fiori d'equinozio (1958) e Tardo autunno (1960). A partire dagli anni cinquanta diresse egli stesso una dozzina di film.

## Filmografia parziale
- Jinsei no onimotsu (人生のお荷物), regia di Heinosuke Gosho (1935)
- Kazoku kaigi (家族会議), regia di Yasujirō Shimazu (1936)
- Fratelli e sorelle della famiglia Toda (Toda-ke no kyōdai), regia di Yasujirō Ozu (1941)
- C'era un padre (Chichi Ariki), regia di Yasujirō Ozu (1942)
- Rikugun (陸軍), regia di Keisuke Kinoshita (1944)
- Rikon, regia di Masahiro Makino (1952)
- Il sapore del riso al tè verde (Ochazuke no aji), regia di Yasujirō Ozu (1952)
- Fiori d'equinozio (Higanbana), regia di Yasujirō Ozu (1958)
- Tardo autunno (Akibiyori), regia di Yasujirō Ozu (1960)
- Suna no utsuwa (砂の器), regia di Yoshitarō Nomura (1974)
- Gokumon-to (獄門島), regia di Kon Ichikawa (1977)
- Jiken (事件), regia di Yoshitarō Nomura (1978)